# Toxorhina infuscula
Toxorhina infuscula là một loài ruồi trong họ Limoniidae. Chúng phân bố ở miền Australasia.